# 12190 Sarkisov
12190 Sarkisov è un asteroide della fascia principale. Scoperto nel 1978, presenta un'orbita caratterizzata da un semiasse maggiore pari a 2,5555097 UA e da un'eccentricità di 0,0590004, inclinata di 8,98715° rispetto all'eclittica.